# 須川薫雄
須川 薫雄（すがわ しげお、1943年 - ）は、日本の武器・兵器、国家安全保障の研究家。実業家。

## 略歴・人物
東京都港区立本村小学校を経て、新潟市立新潟小学校卒業。新潟大学教育学部附属新潟中学校卒業。1961年、静岡県立静岡高等学校卒業。1967年、慶應義塾大学経済学部（気賀ゼミナール経済政策論）卒業。
2003年、電通ワンダーマン社長。在任中同社は日本IBM、後にマイクロソフトを担当。2006年退任。創業20周年の2005年3月、ワンダーマン創始者のレスター・ワンダーマンを招聘し「これからのダイレクトマーケティングとインターネットの役割」をテーマにしたフォーラムを主催。フォーラム全体のモデレータとして、当時は広告でもITでもなく中途半端な状態であったダイレクトマーケテイングについて「一般広告の中に位置づけられるべき重要な手法であり、一般広告の効果を最大化するためのものである」とまとめている。電通時代の主なクライアントはJAL、JVC、TOYOTA(海外)、PANASONIC（米国）。11年間米国勤務。
防衛省モニター、駐屯地モニターを経て防衛懇話会、交詢社外交研究会に所属、陸上自衛隊土浦駐屯地武器学校武器技術資料館小火器コーナー顧問（アドバイザー）。2013年度、陸上自衛隊東部方面隊オピニオンリーダーを委嘱された。日本古来の武器から第二次大戦中の兵器、現代の装備品までの研究結果を「日本の武器兵器」サイト上で公表している。

## 主な活動
2008年より整備の始まった陸上自衛隊武器学校武器資料館の歴史的考証を実施。同校保存の各種武器兵器類を分類、日本のものは武器兵器の歴史としての展示を提案し、特に6.5mm系兵器時代、7.7mm系兵器時代、供与兵器時代、自衛隊の開発兵器時代などと特色を持たせた。調査の中で九三式光学照準器（零戦用）、江戸期国友製気砲、日本製AR18などを発見した。2013年5月「戊辰戦争コーナー」の新設と「九九式担撃銃」展示を行った。同作業で2010年土浦駐屯地表彰、2015年1月、陸上自衛隊第一師団長表彰。
在米中、ATFE（兵器所持認可）ライセンスを取り、日本の武器兵器の収集、操作・研究を行った。帰国後、防衛省モニター、市ヶ谷駐屯地モニター、土浦駐屯地モニターなどを歴任し、武器学校、幹部学校、明野飛行学校、富士学校、市ヶ谷駐屯地業務隊などで日本兵器史の講義を行った。2017年3月、陸上自衛隊東部方面隊オビニオンリーダー8年間の任期を終了。
アメリカ南北戦争に関して、2011年夏、開戦150周年、ワシントンから、各地の古戦場、博物館をメイン州に至る地域を廻り、バージニア州で、ミニエ式小銃、前装コルト拳銃各競技に参加、各種大砲実射を体験。その経験をもとに「アメリカ南北戦争と日本戊辰戦争の相関」と題して、2013年6月、防衛装備工業会に発表。
国立歴史民俗博物館名誉教授宇田川武久、防衛大学教授伊達新吾より論文指導を受け、日本銃砲史学会「日本銃砲史」各号、日本防衛装備工業会JADI誌2012年度各号、日本火薬工業会「エクスプロージョン」誌に論文発表、2013年「日本銃砲史」（雄山閣）一部記事を執筆。
日本前装銃射撃競技に国際ルール適応の厳正化を遂行した。特に使用する銃のオリジナリティを検査し検定証を発行することを提案し実行した。そのための一部会員の反発は非常に大きかった。銃砲刀剣類登録規則にもあるように過去に於いて同連盟は改造火縄銃の温床のようにも言われていたが、現在では200丁以上のオリジナル銃が検定に合格し、検定シールが発行されている。登録証が付いていても、競技に使用できない銃が公式に存在することになった。国際大会での銃器委員（火縄銃部門）。国際大会（世界選手権7回環太平洋大会5回）参加。
銃砲史学会の研究では、戦国期の戦闘、幕末の大砲製造努力、明治以降の大砲開発をテーマに、日本の安全保障問題研究では、防衛省・自衛隊の地位向上、効率的防衛、特に集団安全保障、装備品、人事制度などの改善をテーマにしている。防衛懇話会、港区防衛親交会、各種見学会、行事に参加。2014年5月、東北方面隊の基地、駐屯地の研修実施。2015年、中部方面隊の研修実施。
航空機操縦免状は陸上機単発・多発・滑空機上級・動力滑空機、航空無線通信士、米国FAAライセンス保持。

## 著書
- 『日本の火縄銃1』 光芸出版 1989年 ISBN 4-7694-0084-5
- 『日本の火縄銃1 英語版』 光芸出版 1990年
- 『日本の火縄銃2』 光芸出版 1991年 ISBN 4-7694-0093-4
- 『中国戦線の日本兵 英語版』 ロードストーン社  1994年
- 『日本の軍用銃と装具』 国書刊行会 1995年 ISBN 4-336-03729-9
- 『日本の機関銃』 SW社 2003年 全国書誌番号:21959202
- 『日本の火縄銃3』 電子版 www.日本の武器兵器 2009年